# Евлогий (Пацан)
Архиепископ Евлогий (в миру Василий Алексеевич Пацан, укр. Василь Олексійович Пацан; 6 июня 1970, Малая Мощаница, Ровенская область) — архиерей Украинской Православной Церкви (Московского Патриархата), с 13 декабря 2009 года архиепископ Новомосковский, викарий Днепропетровской епархии.
Тезоименитство — 7 сентября

## Биография
Родился 6 июня 1970 года в селе Малая Мощаница, Здолбуновского района, Ровенской области, УССР. Отец — Алексей Силович (1940—1984), мать — Александра Федоровна (род. 1945, пенсионерка).
В 1977—1985 годах — учился в Маломощаницкой восьмилетней школе. В 1983—1985 годах — одновременно учился в Мизочской детской музыкальной школе.
В 1985—1988 годах — получал среднее специальное образование в Дубновском культурно-просветительском училище, где получил диплом по специальности руководителя самодеятельного оркестра украинских народных инструментов и клубного работника.
С 1 августа по 1 декабря 1988 года, согласно приказу по Здолбуновскому райотделу культуры, работал в должности заведующего клубом села Кунин, Здолбуновского района, Ровенской области.
С 16 декабря 1988 по 14 ноября 1990 года служил в рядах Советской Армии.
В 1993 году окончил Киевскую духовную семинарию.
В 1997 году окончил Киевскую духовную академию. В том же году, по окончании академии, стал преподавателем Киевских духовных школ. Впоследствии преподавал в Киевских духовных школах «Библейскую историю», «Английский язык», «Пастырское богословие».
В декабре 1997 года был пострижен в рясофор (иночество). 14 января 1998 года был рукоположён в сан диакона. 27 марта того же года принял монашеский постриг с именем Евлогий в честь святителя Евлогия, епископа Эдесского. 14 июня того же года был рукоположён в сан священника, а 28 августа того же года возведён в сан игумена.
21 февраля 2000 года направлен служить в Покровскую церковь села Плоского Броварского района Киевской области.
9 ноября 2007 года был возведён в сан архимандрита.
26 марта 2008 года в Киевской духовной академии защитил диссертацию на тему «Православное учение о роли разума на пути богопознания», в связи с чем учёным советом КДА ему была присуждена ученая степень кандидата богословия.
24 ноября 2009 года решением Священного Синода Украинской Православной Церкви определено быть епископом Новомосковским, викарием Днепропетровской епархии. Митрополит Днепропетровский и Павлоградский Ириней (Середний) по собственному признанию был мало знаком с архимандритом Евлогием, но руководствовался хорошими отзывами о нём со стороны учащихся Киевской духовной академии.
12 декабря того же года в синодальном зале заседаний при предстоятельской резиденции в Свято-Успенской Киево-Печерской Лавре состоялось наречение.
13 декабря того же года в Трапезном храме Киево-Печерской Лавры за Божественной литургией состоялась архиерейская хиротония, которую совершили: митрополит Киевский и всея Украины Владимир (Сабодан), митрополит Луганский и Алчевский Иоанникий (Кобзев), митрополит Днепропетровский и Павлоградский Ириней (Середний), митрополит Черкасский и Каневский Софроний (Дмитрук), митрополит Луцкий и Волынский Нифонт (Солодуха), архиепископ Тульчинский и Брацлавский Ионафан (Елецких), архиепископ Белогородский Николай (Грох), архиепископ Криворожский и Никопольский Ефрем (Кицай), архиепископ Житомирский и Новоград-Волынский Гурий (Кузьменко), архиепископ Вышгородский Павел (Лебедь), архиепископ Белоцерковский и Богуславский Митрофан (Юрчук), архиепископ Полтавский и Миргородский Филипп (Осадченко), архиепископ Глуховский и Конотопский Лука (Коваленко), архиепископ Бориспольский Антоний (Паканич), епископ Хынковский Петр (Мустяцэ), епископ Владимир-Волынский и Ковельский Никодим (Горенко), епископ Нежинский и Прилукский Ириней (Семко), епископ Макаровский Иларий (Шишковский), епископ Яготинский Серафим (Демьянов), епископ Ивано-Франковский и Коломыйский Пантелеимон (Луговой), епископ Туровский и Мозырский Стефан (Нещерет), епископ Переяслав-Хмельницкий Александр (Драбинко), епископ Васильковский Пантелеимон (Поворознюк), епископ Ровеньковский Владимир (Орачёв), епископ Кременчугский и Лубенский Тихон (Жиляков).
17 августа 2016 года в Успенском соборе Свято-Успенской Киево-Печерской лавры митрополитом Киевским и всея Украины Онуфрием (Березовским) был возведён в сан архиепископа.
25 ноября 2016 года во Дворце студентов Днепропетровского национальном университете имени Олеся Гончара защитил диссертацию «Американский персонализм: генезис, идеи, критика» на соискание учёной степени кандидата философских наук. Научная работа выполнена на кафедре философии ДНУ им. О. Гончара по специальности «История философии». Диссертация была написана под руководством доктора философских наук, профессора кафедры философии ДНУ С. В. Шевцова.